# Tricholomataceae
Famille
Les Tricholomataceae sont une vaste famille, très hétérogène, de champignons basidiomycètes de l'ordre des Agaricales.

## Description et caractéristiques
Cette famille exclut les espèces à revêtement piléique très différencié (hyménoderme en particulier) et les silhouettes marasmioïdes ou mycénoïdes. Dans la systématique classique, elle réunissait des espèces :  
- Tricholomoïdes + - charnues. Lames d’épaisseur normales, décurrentes, adnées ou échancrées. Revêtement non hyménodermique.
- Silhouette omphaloïde, clitocyboïde à tricholomoïde. Quelques collybioïdes à spores amyloïdes, basides sidérophiles.
- Sporée blanche ou crème à ocracé ou rosâtre terne[2].

La sous-famille des Tricholomatoideae : Spores non amyloïdes et basides non carminophiles. Espèces tricholomoïdes sans particularités de chimisme des spores et basides :  Tricholoma, Tricholomopsis, Callistoporium
La sous-famille des Clitocyboideae groupait :
- Clitocyboïde ou Omphaloïde à lames pentues-décurrentes,
- rarement horizontales (tricholomo-collybioïdes) dans le cas de spores rosées et ornées ;
- spores blanches ou rosées, lisses à verruqueuses ; rarement amyloïdes. Boucles généralement présentes.
- Spores blanches (tout au plus crème à rosâtre pâle et lisses à sublisses. Silhouette clitocyboïde à omphaloïde. Lames souvent assez nettement décurrentes ou largement adnées. Non ou peu cespiteux et habitat très rarement lignicole. 2 genres: Clitocybe, Armillaria
- Lepistae : Lepista, Ripartites,
- Laccariae (Hydnangiaceae) : Esp. plutôt collybioïdes à lames épaisses, adnées ou peu décurrentes (Hydnangiaceae selon Kühner). Endospore à verrues épineuses régulières ; parfois tronquées sauf quelques esp. à spores lisses et dans ce cas à paroi épaisse. Laccaria,
- Omphalinae : Esp. omphaloïdes (graciles ou à chap. nettement ombiliqué et chair mince) ou à texture enchevêtrée; spores variées, parfois amyloïdes. Trame enchevêtrée, parfois parallèle à subbilatérale, ou alors pigment vacuolaire dominant et boucles absentes.Si elle est régulière, le pigment est intracellulaire ou les boucles nulles. Spores lisses, blanches ou plus rarement rosâtres, non amyloïdes.

Omphalina, Gerronema, (incl. Phytoconis), Rickenella, Chrysomphalina, Haasiella. Genre type Omphalina Quélet  nom. conserv. NB. Sing. = Sous tribu
- Omphaloïde (graciles ou à chap. nettement ombiliqué et chair mince) ou à texture enchevêtrée ; spores variées, parfois amyloïdes. Trame enchevêtrée, parfois parallèle à sub-bilatérale, ou alors pigment vacuolaire dominant et boucles absentes. Spores amyloïdes, lisses ou ornées.

3 genre(s) en aval : Fayodia (Gamundia), Myxomphalia, Pseudoclitocybe (Clitocybe p.p., Omphalia, Cantharellula), 6 genres: Pseudoclitocybe, Pseudoomphalina, Clitocybula, Cantharellula, Fayodia, Myxomphalia.
CD: Silhouette collybio-clitocyboïde. Endospore à ornementation sablée ponctuée, couverte par une épispore lisse (Fig. 25c).  
- Biannulariae : Spores lisses. Voile partiel ou général présent (anneau ou armille). Trame plutôt bilatérale  Floccularia (Armillaria ss. auct.); Catathelasma (Biannularia)
- Leucopaxilloideae Porpolomatae : Voile partiel absent. Tricholomoïde.Lames horizontales, adnées ou échancrées, rarement pentues subarquées ou un peu décurrentes en filet sur le stipe. Spores lisses.

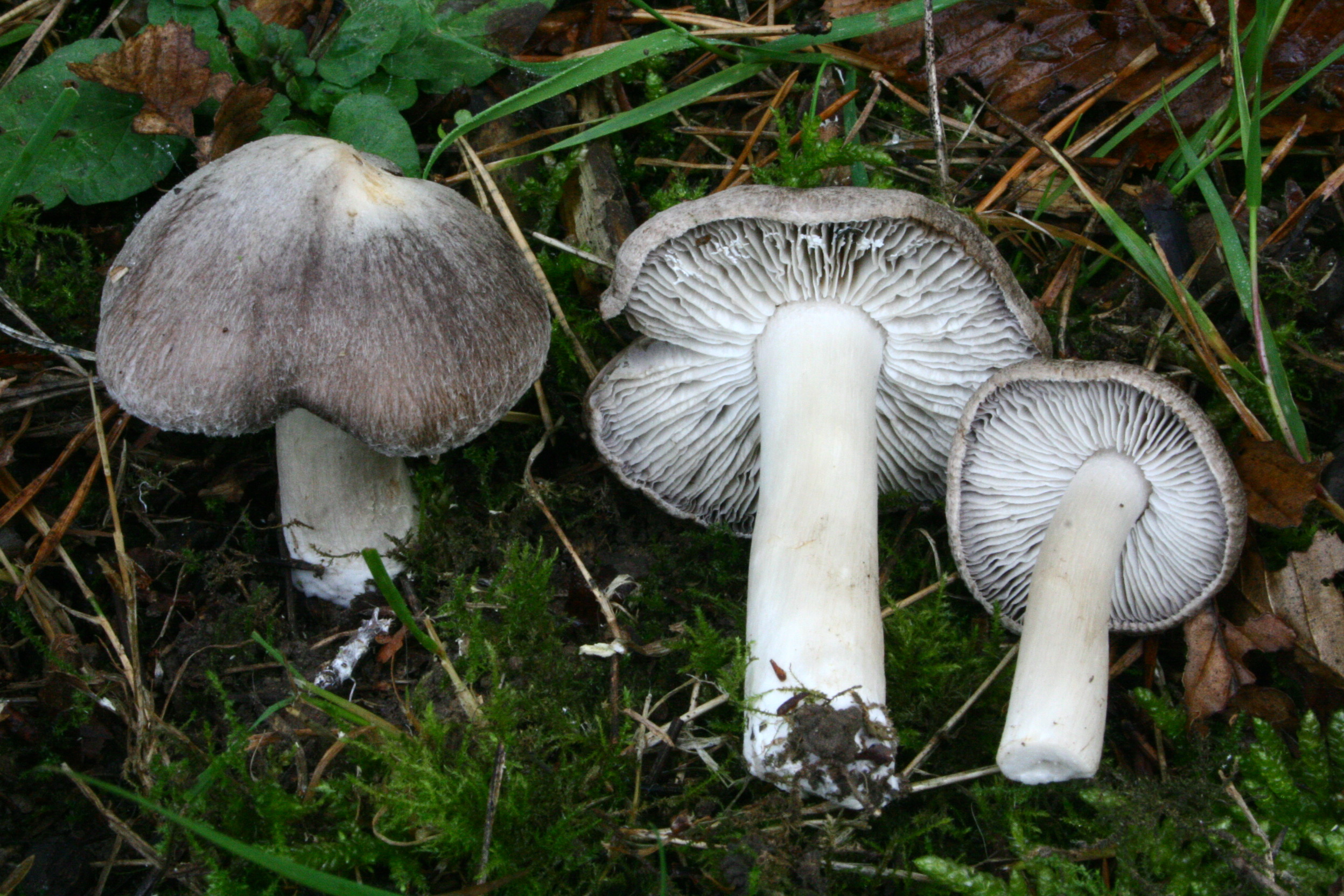
Tricholoma terreum
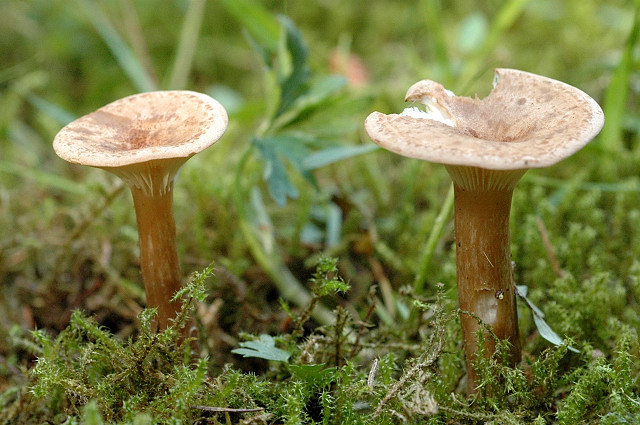
Clitocybe bresadolana
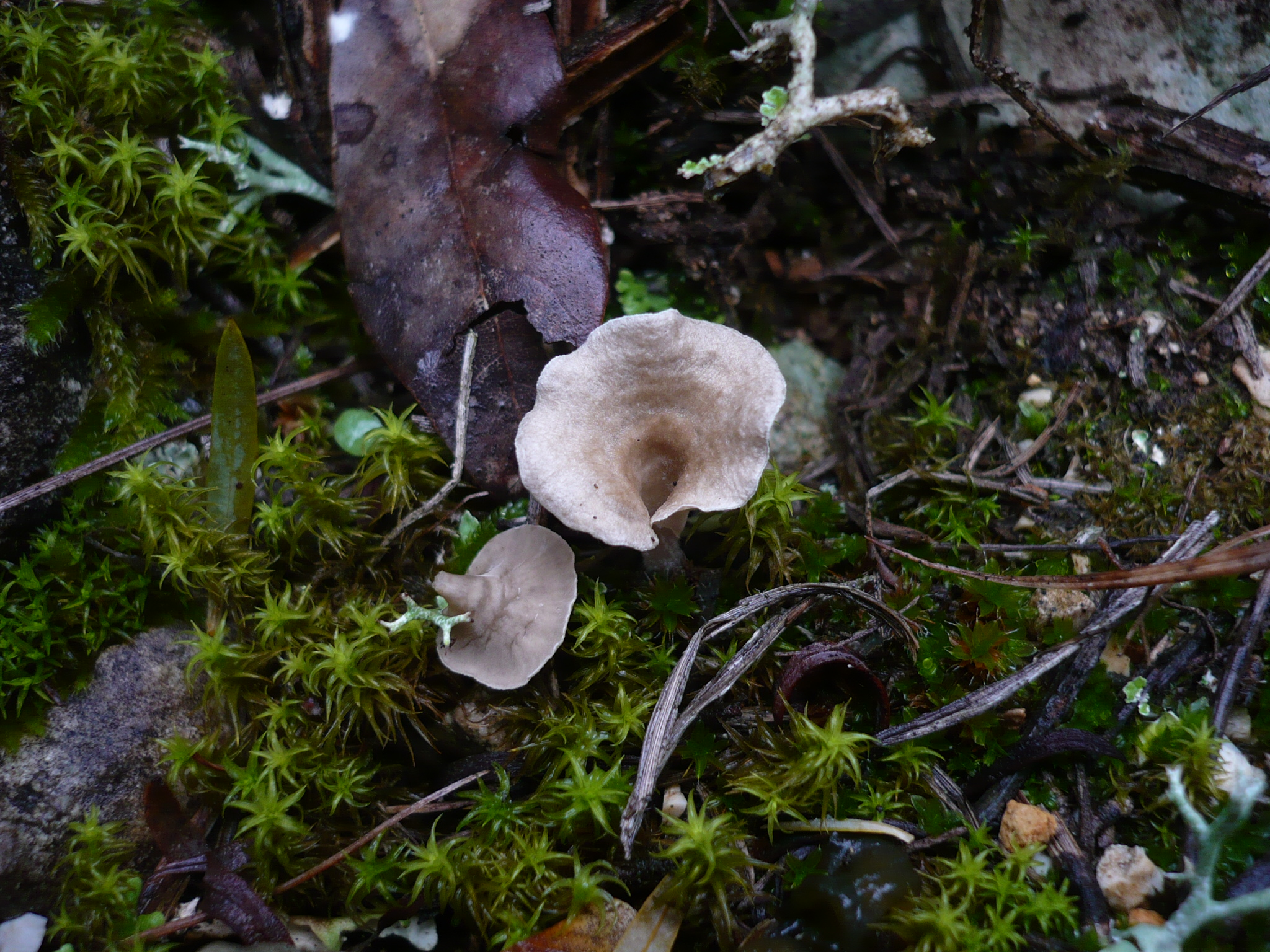
Arrhenia spathulata

## Liste des genres
Selon BioLib (4 novembre 2020) :
- genre Aeruginospora Höhn.
- genre Amparoina Singer
- genre Arrhenia Fr.
- genre Arthromyces T.J. Baroni & Lodge
- genre Arthrosporella Singer
- genre Asproinocybe R. Heim
- genre Austroclitocybe Raithelh.
- genre Austroomphaliaster Garrido
- genre Callistodermatium Singer
- genre Callistosporium Singer
- genre Cantharellopsis Kuyper
- genre Cantharellula Singer
- genre Catathelasma Lovejoy
- genre Caulorhiza Lennox
- genre Cellypha Donk
- genre Clavomphalia E. Horak
- genre Clitocybe (Fr.) Staude
- genre Collybia (Fr.) Staude
- genre Conchomyces Overeem
- genre Cynema Maas Geest. & E. Horak
- genre Cyphellocalathus Agerer
- genre Delicatula Fayod
- genre Dendrocollybia R.H. Petersen & Redhead
- genre Dennisiomyces Singer
- genre Dermoloma J.E. Lange ex Herink
- genre Fayodia Kühner
- genre Gamundia Raithelh.
- genre Haasiella Kotl. & Pouzar
- genre Hygroaster Singer
- genre Infundibulicybe Harmaja
- genre Kinia Consiglio, Contu, Setti & Vizzini
- genre Lepista (Fr.) W.G. Sm.
- genre Lepistella T.J. Baroni & Ovrebo
- genre Leptoglossum P. Karst.
- genre Leucocortinarius (J.E. Lange) Singer
- genre Leucoinocybe Singer
- genre Leucopaxillus Boursier
- genre Leucopholiota (Romagn.) O.K. Mill., T.J. Volk & Bessette
- genre Lulesia Singer
- genre Macrocybe Pegler & Lodge
- genre Melanoleuca Pat.
- genre Melanomphalia M.P. Christ.
- genre Mniopetalum Donk & Singer
- genre Mycenella (J.E. Lange) Singer
- genre Mycoalvimia Singer
- genre Myxomphalia Hora
- genre Neoclitocybe Singer
- genre Nothoclavulina Singer
- genre Omphalia (Fr.) Staude
- genre Omphaliaster Lamoure
- genre Omphalina Quél.
- genre Palaeocephala Singer
- genre Peglerochaete Sarwal & Locq.
- genre Pegleromyces Singer
- genre Phaeomycena R. Heim ex Singer & Digilio
- genre Phyllotopsis E.-J. Gilbert & Donk ex Singer
- genre Phyllotus P. Karst.
- genre Physocystidium Singer
- genre Pleurella E. Horak
- genre Pleurocollybia Singer
- genre Pleurotopsis (Henn.) Earle
- genre Porpoloma Singer
- genre Pseudoarmillariella (Singer) Singer
- genre Pseudobaeospora Singer
- genre Pseudoclitocybe (Singer) Singer
- genre Pseudohiatula (Singer) Singer
- genre Pseudohygrophorus Velen.
- genre Pseudolasiobolus Agerer
- genre Pseudoomphalina (Singer) Singer
- genre Pseudotricholoma (Singer) Sánchez-García & Matheny
- genre Resupinatus Nees ex Gray
- genre Rimbachia Pat.
- genre Ripartites P. Karst.
- genre Squamanita Imbach
- genre Stanglomyces Raithelh.
- genre Stigmatolemma Kalchbr.
- genre Tilachlidiopsis Keissl.
- genre Tricholoma (Fr.) Staude
- genre Tricholomopsis Singer
- genre Tricholosporum Guzmán
- genre Ugola Adans.

Selon Catalogue of Life (4 novembre 2020) :
- genre Aeruginospora
- genre Albomagister
- genre Amparoina
- genre Arthromyces
- genre Arthrosporella
- genre Asproinocybe
- genre Aspropaxillus
- genre Austroclitocybe
- genre Austroomphaliaster
- genre Bonomyces
- genre Callistodermatium
- genre Callistosporium
- genre Cantharellula
- genre Catathelasma
- genre Caulorhiza
- genre Cellypha
- genre Cercopemyces
- genre Clavomphalia
- genre Cleistocybe
- genre Clitocybe
- genre Clitolyophyllum
- genre Collybia
- genre Conchomyces
- genre Corneriella
- genre Cortinellus
- genre Cynema
- genre Cyphellocalathus
- genre Delicatula
- genre Dendrocollybia
- genre Dennisiomyces
- genre Dermoloma
- genre Dictyolus
- genre Fayodia
- genre Gamundia
- genre Giacomia
- genre Haasiella
- genre Hygrophorocybe
- genre Infundibulicybe
- genre Lepista
- genre Lepistella
- genre Leptoglossum
- genre Leucocortinarius
- genre Leucopaxillus
- genre Leucopholiota
- genre Limnoperdon
- genre Lulesia
- genre Macrocybe
- genre Melanoleuca
- genre Melanomphalia
- genre Microcollybia
- genre Mniopetalum
- genre Mycenella
- genre Mycoalvimia
- genre Myxomphalia
- genre Neoclitocybe
- genre Notholepista
- genre Omphalia
- genre Omphaliaster
- genre Omphalina
- genre Palaeocephala
- genre Paralepista
- genre Paralepistopsis
- genre Peglerochaete
- genre Pegleromyces
- genre Phaeomycena
- genre Phaeotellus
- genre Phyllotopsis
- genre Physocystidium
- genre Pleurella
- genre Pleurocollybia
- genre Pleuromycenula
- genre Pleurotopsis
- genre Pogonoloma
- genre Porpoloma
- genre Pseudoarmillariella
- genre Pseudobaeospora
- genre Pseudoclitocybe
- genre Pseudoclitopilus
- genre Pseudohiatula
- genre Pseudohygrophorus
- genre Pseudolasiobolus
- genre Pseudolyophyllum
- genre Pseudoomphalina
- genre Pseudotricholoma
- genre Resupinatus
- genre Rhodocyphella
- genre Rhodopaxillus
- genre Rimbachia
- genre Ripartites
- genre Singerocybe
- genre Sphagnurus
- genre Squamanita
- genre Stanglomyces
- genre Stigmatolemma
- genre Tilachlidiopsis
- genre Tricholoma
- genre Tricholomopsis
- genre Tricholosporum
- genre Ugola

Selon NCBI (18 février 2018) :
- genre Albomagister
- genre Alloclavaria
- genre Ampulloclitocybe
- genre Amyloflagellula
- genre Armillariella
- genre Arrhenia
- genre Arthromyces
- genre Asproinocybe
- genre Aspropaxillus
- genre Atractosporocybe
- genre Baeospora
- genre Blastosporella
- genre Brunneocorticium
- genre Calyptella
- genre Camarophyllus
- genre Campanophyllum
- genre Cantharellopsis
- genre Cantharellula
- genre Cantharocybe
- genre Catatrama
- genre Caulorhiza
- genre Cheimonophyllum
- genre Cleistocybe
- genre Clitocybe
- genre Clitocybula
- genre Clitolyophyllum
- genre Collybia
- genre Conchomyces
- genre Connopus R.H. Petersen 2010
- genre Corneriella
- genre Cotobrusia
- genre Cystodermella
- genre Delicatula
- genre Dendrocollybia
- genre Dennisiomyces
- genre Dermoloma
- genre Dictyolus
- genre Dictyopanus
- genre Fayodia
- genre Filoboletus
- genre Flagelloscypha
- genre Floccularia
- genre Gamundia
- genre Gerronema
- genre Haasiella
- genre Hemimycena
- genre Hydropus
- genre Hymenogloea
- genre Infundibulicybe
- genre Kinia
- genre Laccaria
- genre Lachnella
- genre Lepista Wallengren, 1863
- genre Leucocybe
- genre Leucopaxillus
- genre Lichenomphalia
- genre Lignomyces
- genre Macrocystidia
- genre Megacollybia
- genre Melanoleuca
- genre Melanomphalia
- genre Merismodes
- genre Micromphale
- genre Musumecia
- genre Mycenella
- genre Myxomphalia
- genre Neohygrophorus
- genre Notholepista
- genre Nothopanus
- genre Omphaliaster
- genre Omphalina
- genre Paralepista
- genre Phaeolepiota
- genre Phaeotellus
- genre Pleurella
- genre Pleurocybella
- genre Pogonoloma
- genre Porpoloma
- genre Pseudoarmillariella
- genre Pseudobaeospora
- genre Pseudoclitocybe
- genre Pseudoclitopilus
- genre Pseudohiatula
- genre Pseudoomphalina
- genre Pseudoporpoloma
- genre Pseudotricholoma
- genre Resupinatus
- genre Rhizocybe
- genre Rimbachia
- genre Ripartites
- genre Rugosomyces
- genre Setulipes
- genre Singerocybe
- genre Sinotermitomyces
- genre Squamanita
- genre Tephroderma
- genre Tricholoma
- genre Tricholomopsis
- genre Tricholosporum
- genre Trogia
- genre Xerotus